# James Pennington
Pour les articles homonymes, voir Pennington.
Ne doit pas être confondu avec James W.C. Pennington.
James Pennington, aussi connu sous le nom de Suburban Knight, est un producteur et disc jockey américain de techno de Détroit.

## Histoire
James est né en 1965 à Détroit, dans le Michigan. En 1987, il se fait connaître en publiant sur le label Transmat. Le propriétaire du label, Derrick May, prend Pennington sous contrat. Cinq ans après les Belleville Three Juan Atkins, Kevin Saunderson, Derrick May, Pennington obtient son diplôme de fin d'études à la Belleville High School en 1982. Il coécrit les tubes d'Inner City Big Fun et Good Life. En outre, son morceau techno classique The Art of Stalking est publié sur Transmat.
Avec la deuxième vague de musiciens de techno de Détroit au début des années 1990, Pennington devient mentor de la tête pensante d'Underground Resistance Mike Banks. Ses singles Nocturbulous Behavior et Dark Energy sortent sur UR. Il collabore également collaboré à certains morceaux de l'album Interstellar Fugitives d'Underground Resistance. 
Il publie Tech-hieroglyphics sur son propre label Dark Print, fondé en 1999, où il soutient également des artistes européens comme GiGi Galaxy, The Sense, Locutus, DJ Tao, Punisher et Twonz. Le 29 avril 2003, il sort l'album My Sol Dark Direction au label Peacefrog Records.
En septembre 2021, Detroit Techno Records annonce le premier EP de Suburban Knight sur vinyle depuis plus d'une décennie, le Suburban Knight EP, « enregistré quelque part à Détroit » et disponible.

## Discographie

### Suburban Knight
- 1987 : The Groove (12", Transmat)
- 1990 : The Art of Stalking (12", Transmat)
- 1993 : The Art of Stalking (Deepside Remixes) (12" / CD maxi, Fnac Music Dance Division)
- 1993 : Nocturbulous Behavior (12", Underground Resistance)
- 1996 : By Night EP (12", Underground Resistance)
- 1999 : Hidden in Plainsight EP (12", Underground Resistance)
- 2001 : Oblivion (12", Bipolar)
- 2003 : My Sol Dark Direction (CD / 3x vinyles, Peacefrog Records)
- 2004 : Dark Journeys (Remixes) (Polarized)
- 2006 : Cargo Cult / Merchants of Identity (Somewhere In Detroit)
- 2006 : Digital Warriors (Episode I) (12", Dark Print)
- 2006 : Digital Warriors (Episode II) (12", Dark Print)
- 2006 : Hi Monster / Alpha Game (12", Dark Print)
- 2021 : Suburban Knight EP (numérique, vinyle, Detroit Techno Records)

### Dark Energy
- 1999 : Hidden in Plainsight EP (12", Underground Resistance)
- 2002 : Dark Paradise (12", Underground Resistance)
- 2007 : Collided Energy (2xCD, Album, Soundscape (Japon) / UWe / Submerge Recordings)